# Four for Texas
Four for Texas (conocida como Cuatro tíos de Texas en España y Cuatro por Texas en Hispanoamérica) es una película wéstern de comedia de 1963 dirigida por Robert Aldrich y protagonizada por Frank Sinatra, Dean Martin, Anita Ekberg y Ursula Andress.
La película también cuenta con la participación de Los Tres Chiflados (Moe Howard, Larry Fine y Curly Joe DeRita), quienes realizan un cameo.

## Argumento
Jarrett atraca una diligencia que transporta cien mil dólares que pertenecen a un banco de la ciudad de Galverston. Jarret tiene la osadía de ir a Galverston e ingresarlos en una cuenta a su nombre en el mismo banco al que pertenecían. El banco es propiedad de Zacarias Thomas, quien controla toda la ciudad y ve amenazado su monopolio con la llegada de Jarrett.

## Reparto
- Frank Sinatra como Zack Thomas.
- Dean Martin como Joe Jarrett.
- Anita Ekberg como Elya Carlson.
- Ursula Andress como Maxine Richter.
- Charles Bronson como Matson.
- Victor Buono como Harvey Burden.
- Edric Connor como Prince George (conductor de carro).
- Nick Dennis como Angel.
- Richard Jaeckel como Pete Mancini.
- Mike Mazurki como Chad (guardaespaldas de Zack).
- Wesley Addy como Winthrop Trowbridge.
- Marjorie Bennett como Srta. Emmaline
- Virginia Christine como Sirvienta de Elya Carlson.
- Ellen Corby como Viuda.
- Jack Elam as Dobie.
- Joe DeRita como repartidor de pintura (acreditado como Los Tres Chiflados).
- Larry Fine como repartidor de pintura (acreditado como Los Tres Chiflados).
- Moe Howard como repartidor de pintura (acreditado como Los Tres Chiflados).
- Jack Lambert como Monje.
- Eva Six como Sra. Burden.
- Barbara Payton como Aldeana (no acreditada).